# Glándula protorácica
Las glándulas protorácicas son un par de glándulas endocrinas en el protórax de ciertos insectos que regulan la muda. Tienen origen ectodérmico y segregan ecdiesteroides, como ecdisona y 20-hidroxiecdisona. La secreción de ecdisona sigue un ritmo circadiano. Está controlada por la hormona protoracicotrópica. Generalmente, las glándulas protorácicas degeneran antes de llegar al estadio adulto temprano. En los adultos los ovarios o testículos producen ecdiesteroides.